# 张文显
张文显（1951年—），男，河南南阳人，中华人民共和国法学家。吉林大学法律系法学理论专业硕士毕业、哲学系马克思主义哲学专业博士毕业，研究生学历，教授。

## 生平
1983年至1985年在美国哥伦比亚大学法学院研修，1989年至1990年美国华盛顿大学高级访问学者。1985年至1993先后任吉林大学法律系副主任、法学院副院长、院长、副教授、教授、博士生导师，1994年1月起任吉林大学副校长、校党委常委、校学术委员会副主任、校学位委员会委员，2001年起担任中华人民共和国教育部人文社会科学重点研究基地·吉林大学理论法学研究中心主任、中心学术委员会副主任。2002年任吉林大学党委书记。
2007年12月任吉林省高级人民法院副院长、党组书记。2008年1月当选为吉林省高级人民法院院长。2008年起担任全国人大代表。
2008年3月，不再担任吉林大学党委书记。2013年1月，卸任吉林省高级人民法院院长。
2015年1月，浙江大学聘请张文显担任文科资深教授、司法文明协同创新中心主任、光华法学院名誉院长。2019年12月，浙江大学国家制度研究院成立，张文显担任院长。

## 著作
他主编的《法理学》是许多高校法学专业的学习教材。